# Charles Abraas
Charles Abraas, né à Pasuruan en Indonésie le 8 novembre 1873 et mort à Alkmaar aux Pays-Bas le 26 juillet 1924 est un photographe portraitiste néerlandais.

## Biographie
Abraas a réalisé les portraits d'artistes et de personnalités, comme le compositeur Johannes Petrus Judocus Wierts (nl), la cantatrice Alida Oldenboom (nl), le footballeur et industriel Dolf Kessler (en).
Il a eu plusieurs ateliers, à La Haye de 1890 à 1897, à 's-Hertogenbosch en 1987, à Delft de 1897 à 1916, de nouveau à La Haye de 1916 à 1918, à Rotterdam en 1918-1919, à Amsterdam de 1919 à 1921, à Alkmaar de 1921 à 1924.

## Collections
- Rijksmuseum, Amsterdam.

## Galerie

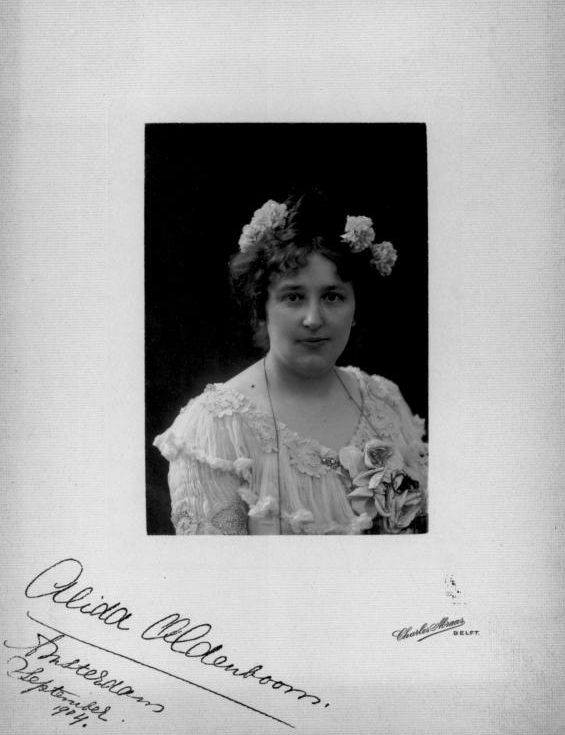
Alida Oldenboom, avant 1904.
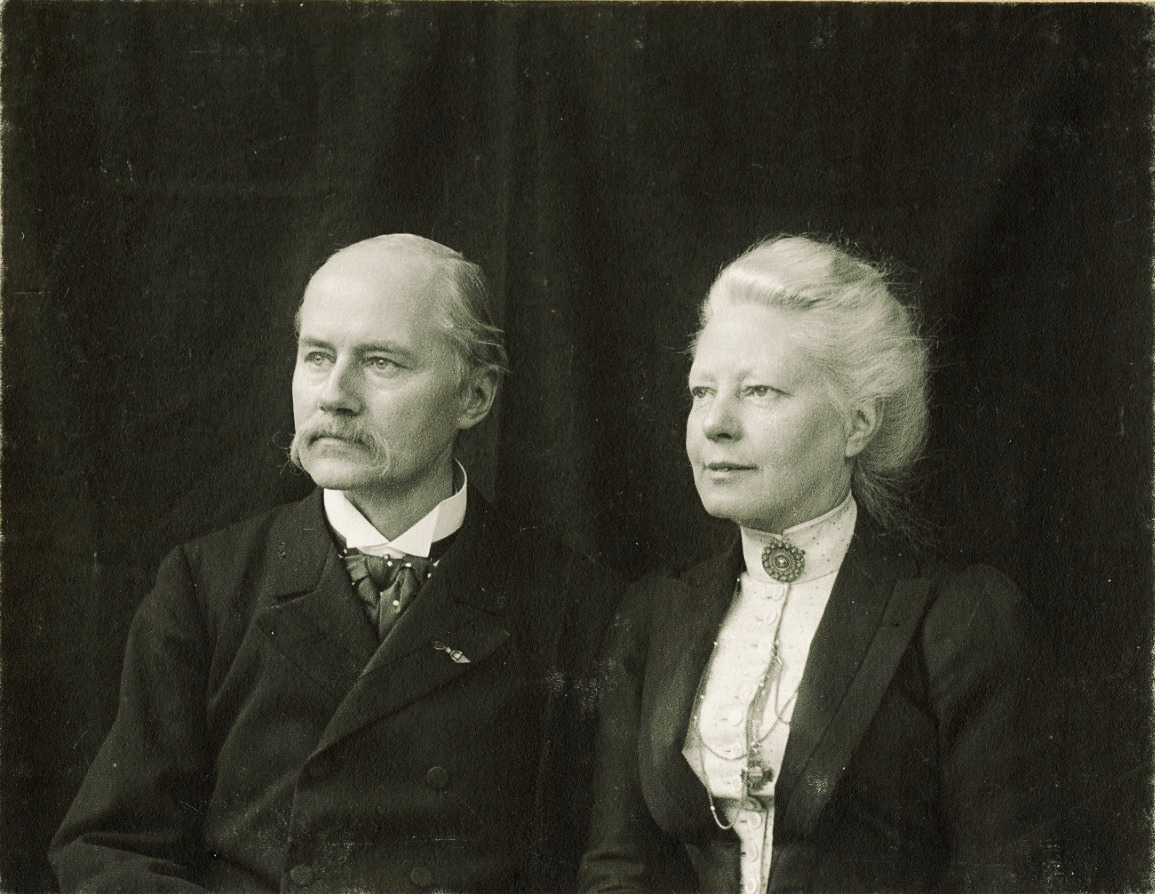
Les entrepreneurs néerlandais, adeptes du mouvement coopératif, Jacob van Marken (de) (1845-1906) et son épouse Agneta Matthes (1847-1909), vers 1890.
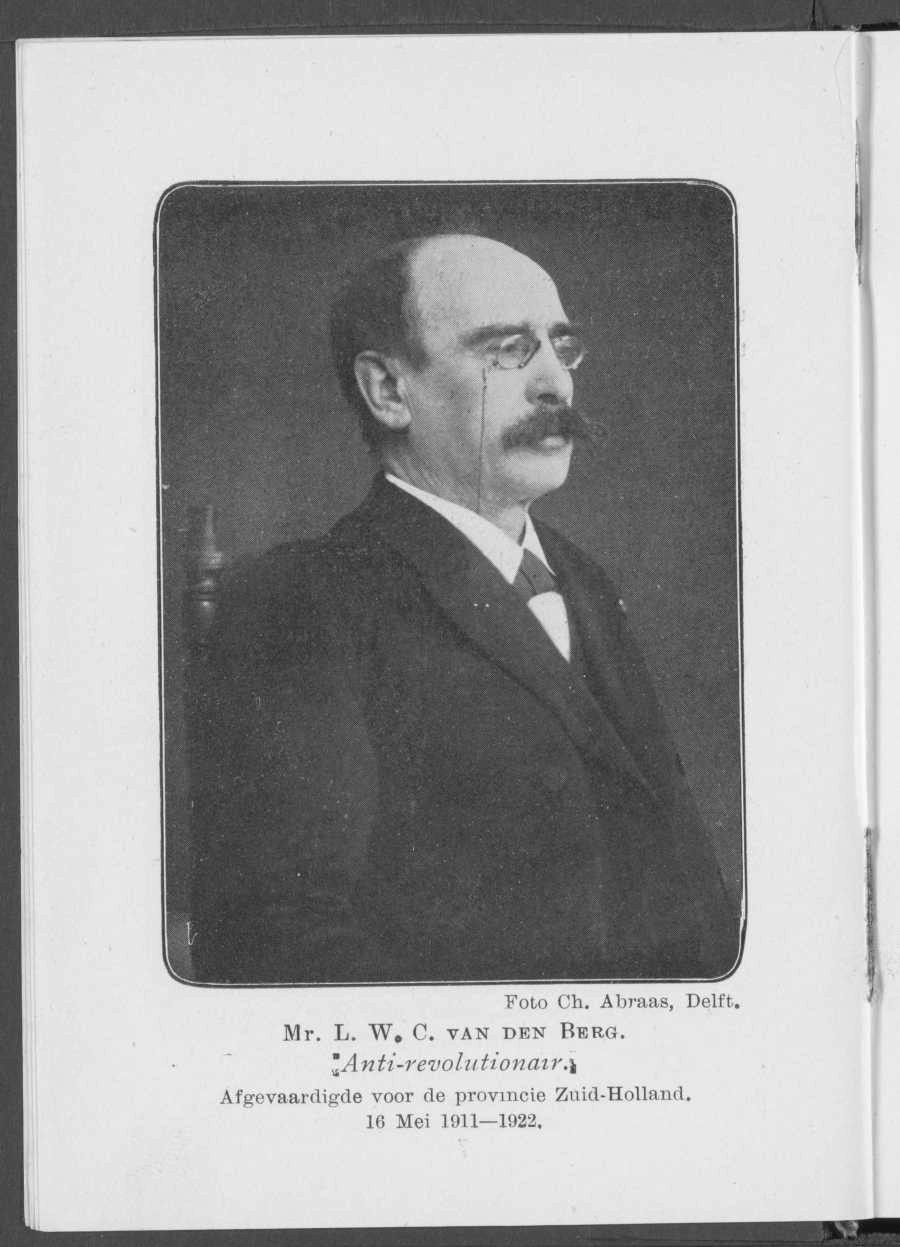
"Mr. L. W C. van den Berg. Anti-revolutionnair", vers 1913.